# Regiunea Sud-Ouest, Burkina Faso
Sud-Ouest este o diviziune de gradul I, localizată în statul Burkina Faso. Regiunea, înființată la data de 2 iulie 2001, cuprinde un număr de 4 provincii: Bougouriba, Ioba, Noumbiel și Poni. Reședința regiunii este orașul Dori. 

| Provincia  | Reședința | Populația (2006) |
| ---------- | --------- | ---------------- |
| Bougouriba | Diébougou | 102.507          |
| Ioba       | Dano      | 197.186          |
| Noumbiel   | Batié     | 69.992           |
| Poni       | Gaoua     | 254.371          |

1. ↑  GeoNames, accesat în 9 iulie 2017